# Ellsworth (Kansas)
|  | Dieser Artikel wurde aufgrund von inhaltlichen Mängeln auf der Qualitätssicherungsseite des Projektes USA eingetragen. Hilf mit, die Qualität dieses Artikels auf ein akzeptables Niveau zu bringen, und beteilige dich an der Diskussion! Eine nähere Beschreibung der zu behebenden Mängel fehlt. |

Ellsworth ist County Seat des Ellsworth County im US-Bundesstaat Kansas. Das U.S. Census Bureau hat bei der Volkszählung 2020 eine Einwohnerzahl von 3066 ermittelt.
Die Stadt liegt am Smoky Hill River im Zentrum der Great Plains. Die Entfernung nach Wichita, der größten Stadt des Bundesstaates, beträgt ca. 130 km in südöstlicher Richtung. Noch näher liegt etwa 50 km östlich die zehntgrößte Stadt Salina.

## Geschichte
Ellsworth wurde 1867 an der Stelle des ehemaligen Fort Ellsworth bei dessen Verlegung als Fort Harker eine Meile nach Nordosten gegründet.
Die Anfangsjahre des Ortes sind durch häufige Auseinandersetzungen mit den Cheyenne und der Dominanz verschiedener Revolverhelden geprägt.

## Persönlichkeiten
- Wyatt Earp (1848–1929), Revolverheld
- Wild Bill Hickok (1837–1876), Revolverheld
- William Thompson (~1845–1897), Revolverheld